# 武安州 (至正)
武安州，中国元朝时设置的州。
元顺帝至正十二年（1352年）改徐州路置武安州，属归德府。下辖萧县。治所在今江苏省徐州市东南二里武安城，辖境相当今江苏徐州市、铜山县及安徽省萧县地。明太祖洪武初年再改为徐州，还治今徐州市。